# Piramide Vincent
La Piramide Vincent (pron. fr. AFI: [vɛ̃sɑ̃] - Pyramide Vincent in francese, Vincentpiramid in Greschòneytitsch) (4.215 m s.l.m.) è una montagna del massiccio del Monte Rosa nelle Alpi Pennine.

## Caratteristiche
Si trova interamente in territorio italiano lungo lo spartiacque che scendendo dalla Ludwigshöhe divide l'alta valle del Lys dall'alta Valsesia. La vetta è contornata ad ovest dal ghiacciaio del Lys, a sud dal ghiacciaio di Indren e ad est dal ghiacciaio delle Piode.

## Salita alla vetta

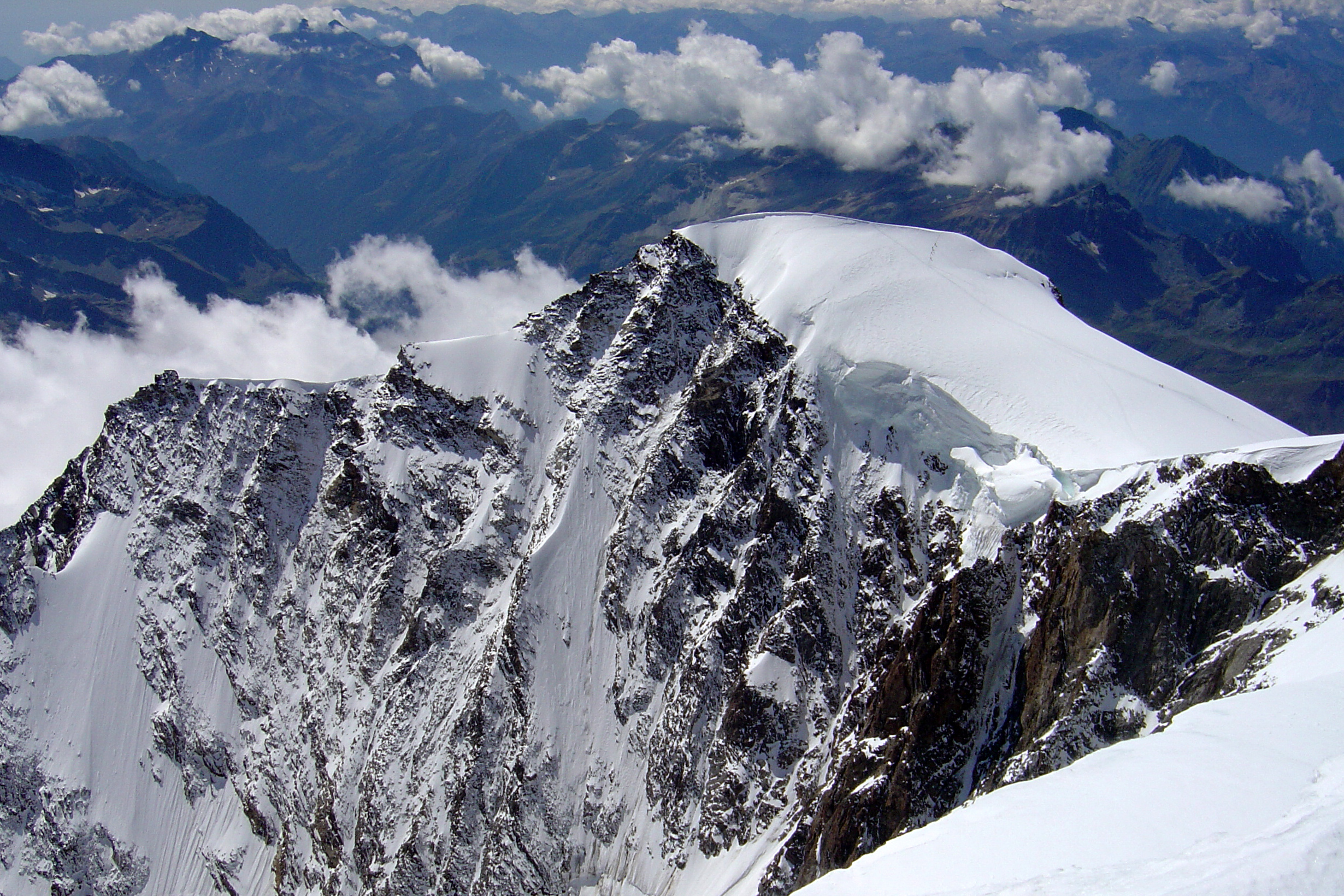
La Piramide Vincent vista dalla Punta Parrot.

La vetta fu salita per la prima volta il 5 agosto 1819 da Nicolas e Joseph Vincent, alpinisti di Gressoney-Saint-Jean.
Oggi la vetta viene normalmente raggiunta partendo dalla Capanna Giovanni Gnifetti oppure dal Rifugio città di Mantova. Si percorre il ghiacciaio del Lys e poi, passando sotto il Balmenhorn, si risale il facile versante nord.